# Celia Petrig
Celia Petrig (* 28. Februar 1995) ist eine Schweizer Snowboarderin. Sie nahm im Jahr 2012 für die Schweiz an den Olympischen Jugend-Winterspielen teil.

## Karriere
Celia Petrig konnte sich für die erste Austragung der Olympischen Jugend-Winterspiele, welche in Innsbruck ausgetragen wurden, qualifizieren und startete dort für die Schweiz in der Halfpipe und beim Slopestyle-Wettbewerb. Am 15. Januar 2012 belegte sie beim Halfpipe-Wettbewerb den zehnten Platz und am 19. Januar 2012 belegte sie beim Slopestyle-Wettbewerb den vierten Platz. Kurz darauf nahm sie auch an den Snowboard-Juniorenweltmeisterschaften 2012 in der Sierra Nevada teil. Während sie in der Halfpipe den zehnten Platz belegte, gewann sie im Slopestyle-Wettbewerb am 31. März 2012 die Bronzemedaille.
Celia Petrig konnte am 16. September 2012 bei den Schweizer Meisterschaften, welche in Zermatt ausgetragen wurden, zum ersten Mal eine Medaille gewinnen. Beim Wettbewerb von der Big Air belegte sie hinter Isabel Derungs und Elena Könz den dritten Platz. Auch im Jahr 2013 nahm sie an den Snowboard-Juniorenweltmeisterschaften teil, welche diesmal in der türkischen Stadt Erzurum ausgetragen wurden. Auf der Halfpipe belegte sie den 13. Platz und im Slopestyle-Wettbewerb gewann sie erneut die Bronzemedaille. In der Saison 2013/14 startete sie mit 19 Jahren zum ersten Mal im Snowboard-Weltcup. Ihr erster Wettkampf war der Slopestyle-Wettbewerb, welcher am 6. März 2013 im Skigebiet Kreischberg in Österreich ausgetragen wurde, belegte sie den siebten Platz.
In der Saison 2014/15 nahm sie am zweiten Teil der Winteruniversiade 2015, welcher im spanischen Granada ausgetragen wurde. Am 7. Februar 2015 belegte sie auf der Halfpipe den achten Platz und am 13. Februar 2015 konnte sie den Slopestyle-Wettbewerb vor Courtney Coy aus den USA und Marion Haerty aus Frankreich gewinnen. Am 18. April 2015 konnte sie zum zweiten Mal eine Medaille bei den Schweizer Meisterschaften gewinnen. Beim Big-Air-Wettbewerb, welcher im Skigebiet Corvatsch-Furtschellas ausgetragen wurde, gewann sie die Silbermedaille hinter Elena Könz.
In der Saison 2018/19 nahm sie im Weltcup erstmals an einen Big-Air-Wettbewerb teil und belegte dabei am 3. November 2018 den achten Platz. Beim Heimweltcup in Laax startete sie im Slopestyle-Wettbewerb und belegte hinter Silje Norendal aus Norwegen und vor ihrer Teamkollegin Sina Candrian den zweiten Platz. Am Ende der Saison belegte sie in der Slopestyle-Gesamtwertung als zweitbeste Schweizerin den siebten Platz.